# Вулиця Житній Базар (Житомир)
Вулиця Житній Базар — вулиця в Корольовському районі міста Житомира.

## Характеристики
Розташований у центральній частині міста; у Старому місті. З'єднує вулиці Небесної Сотні та Хлібну.

## Історія
Вулиця виникла внаслідок реалізації генерального плану міста 1845 — 1855 рр., яким передбачалася радіально-кільцева структура міських вулиць, зокрема, створення декількох ринкових майданів прямокутної форми, серед яких Хлібний майдан, що проєктувався на заболоченій місцевості, в центрі якої знаходилося Хлугове озеро. Вулиця формувалася у другій половині ХІХ століття як південна межа Хлібного майдану.
У першій половині ХІХ століття за місцем розташування майбутньої вулиці, на тодішній східній околиці міста, пролягав шлях, що з'єднував околицю міста з окремими садибами та хуторами. З південної сторони шляху, між нинішніми вулицями Житній Базар та Бориса Тена розташовувалися складські приміщення та заїжджий двір. 
Південна сторона вулиці забудовувалася садибними житловими будинками протягом другої половини ХІХ — початку ХХ століття. Північна сторона вулиці, що являла собою частину Хлібного майдану поступово протягом ХХ століття забудовувалася одноповерховими ринковими спорудами. У 1950-х роках на розі з вулицею Небесної Сотні збудовано торговельний комплекс й одноповерховий м'ясний павільйон (на розі з Хлібною вулицею). У 1992 році введено в експлуатацію нову будівлю торгового центру.